# Sliema
Tas-Sliema egy 12 994 lakosú máltai város és helyi tanács Malta északkeleti partján, a Marsamxett öböl északnyugati oldalán. Neve a máltai sliem (béke) szóból származik.

## Története

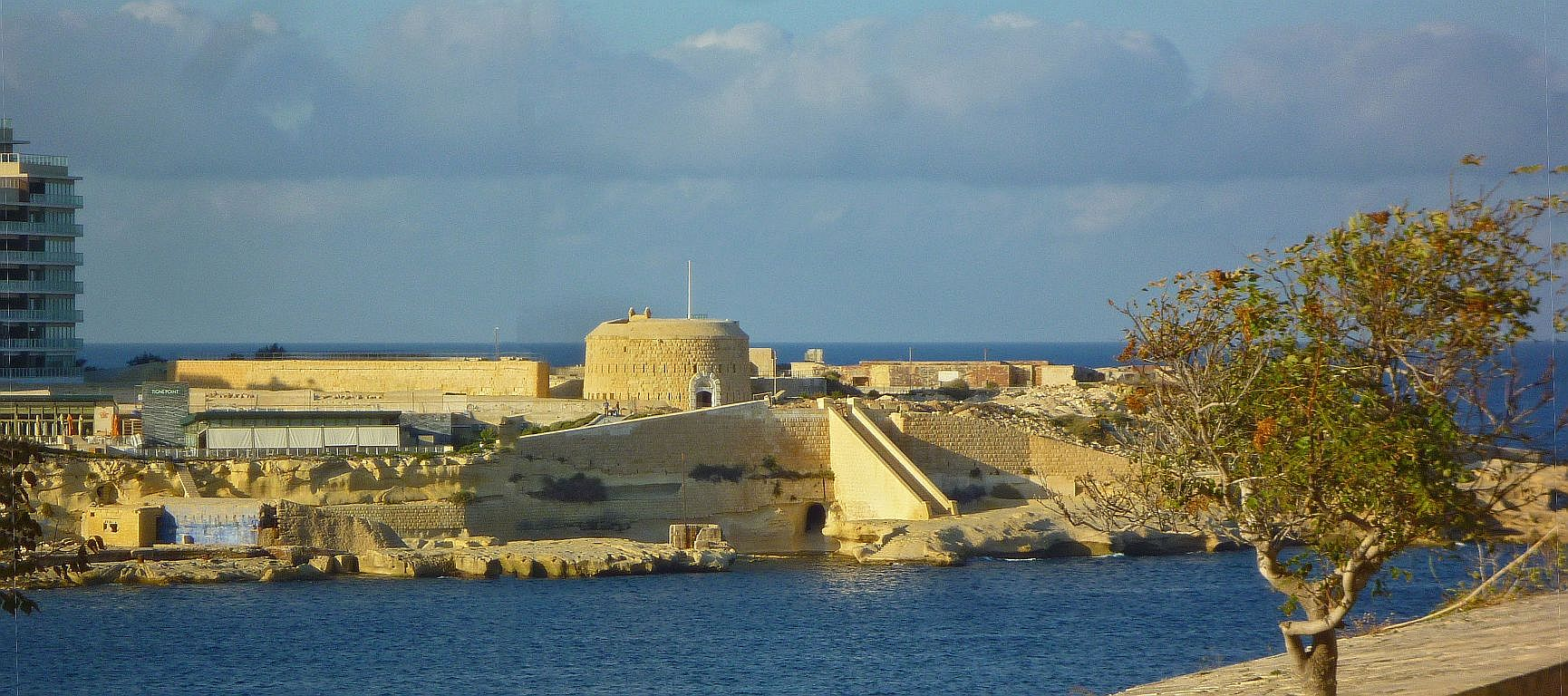
A Tigné erőd Valletta felől

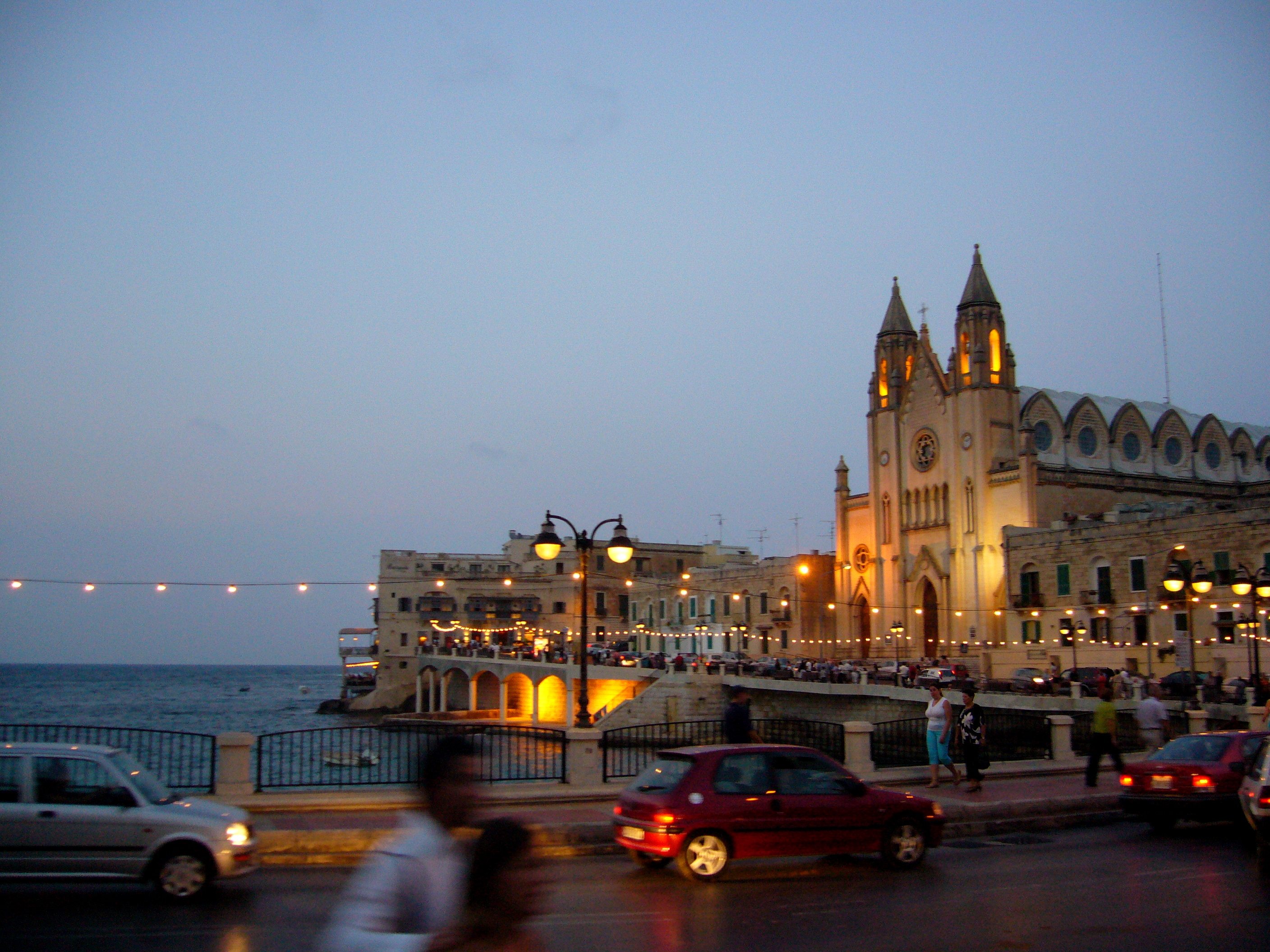
Sliema tengerpartja este

Il-Qortin területe az 1565-ös Nagy ostrom idején török szálláshely volt. Itt lelte halálát Turgut reisz török parancsnok a szemközti Sant'Elmo erőd ágyútüzében, a félsziget azóta is az ő nevét viseli: Ponta du Dragut/Ponta di Draguto (Brichelot-Bremond, 1718), Dragut Point (angol név). Emmanuel de Rohan-Polduc, a Jeruzsálemi Szent János Ispotályos Lovagrend nagymestere a félszigeten erődöt építtetett (Tigné erőd), amelyet azonban csak a britek fejeztek be.
1855-ben kápolna épült e helyen, amelyet a Tenger Csillagának (Szűz Mária) ajánlottak. Az új templom körül lassan házak épültek. 1866-ban anglikán templom épült a településen, majd 1878-ban az új közösség független egyházközséggé vált Birkirkarától. A város nemsokára a tehetősebb vallettaiak pihenőhelye lett, előkelő házaik a szárazföld belsejében épült utcákban álltak. Három kilométer hosszú tengerpartját viktoriánus házak szegélyezték, egy farm és egy kis homokos tengerpart mellett. A régi házakat mára nagyrészt modern kockaépületek szorították ki. 1876-ban a walesi herceg (a későbbi VII. Eduárd brit király) látogatása alkalmából Nicholas Zammit professzor megtervezte a község címerét. 1881-ben itt hozták létre az első tengervíz-sótalanítót, hogy a tigne-i brit barakkokknak ivóvizet szolgáltasson. Az üzem azonban már a következő évben bezárt, a helyére nyomda költözött. A város 1897-ben kérvényt nyújtott be, hogy városi rangra emeljék, azonban a megszállók egyszerűen Valletta elővárosának tekintve elutasították. Amikor viszont 1903-ban a britek kezdeményezték, hogy a várost nevezzék át Edward Townra, a helyiek nem szavazták meg a változtatást.
1994 óta Málta helyi tanácsainak egyike. 1998 óta a Tigné erőd a Lovagi erődök Málta kikötőiben nevű javasolt UNESCO világörökségi helyszín része. A brit barakkokat 2001-ben lebontották, hogy helyet adjanak az új építkezéseknek.

## Tas-Sliema ma
Tas-Sliema ma Málta egyik legmodernebb városa, az éttermek, a vásárlás és a kávéházi élet idegenforgalmi központja, több távolsági autóbuszvonal kiindulópontja. A város jelentős kereskedelmi és lakóterület, Málta legújabb szállodái közül több itt található. Tas-Sliema és a szomszédos San Ġiljan partvonala alkotják Málta egyik fő tengerparti üdülőhelyét. A tengerparti farmot végül feladták, és 1990 óta park áll a helyén.

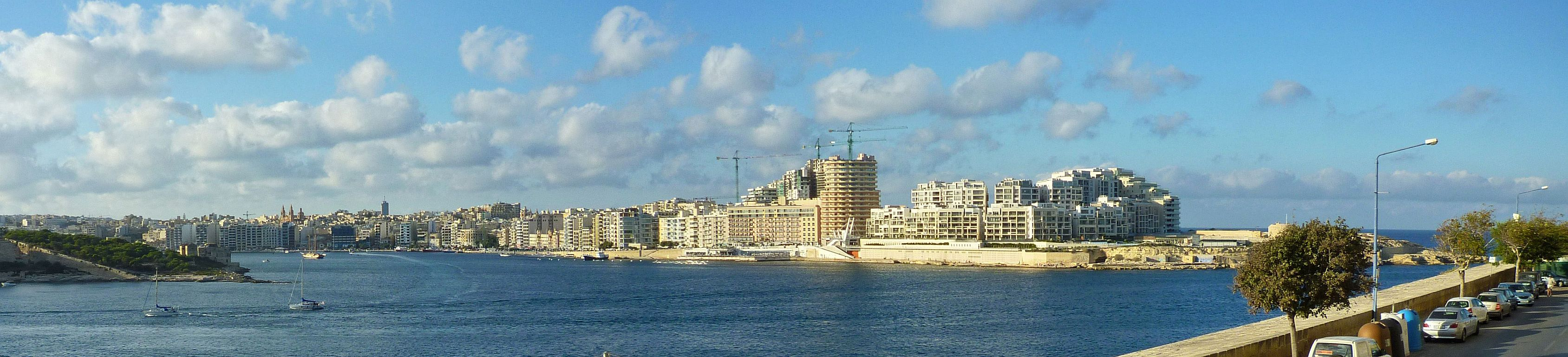
Tas-Sliema panorámája Valletta falairól

## Önkormányzata
Tas-Sliemát tizenegy tagú helyi tanács irányítja. A jelenlegi, hetedik tanács 2013 márciusában lépett hivatalba, 8 nemzeti párti és 3 munkáspárti képviselőből áll.
Polgármesterei:
- R. Arrigo (1994-2006)
- A. Bonello DuPuis (2006-2009)
- Nicholas Dimech (Nemzeti Párt, 2009-2010. szeptember 2.)[5]
- Joanna Gonzi (Nemzeti Párt, 2010. szeptember 2.-2012)
- Anthony Chircop (Nemzeti Párt, 2012-)[6]

## Nevezetességei

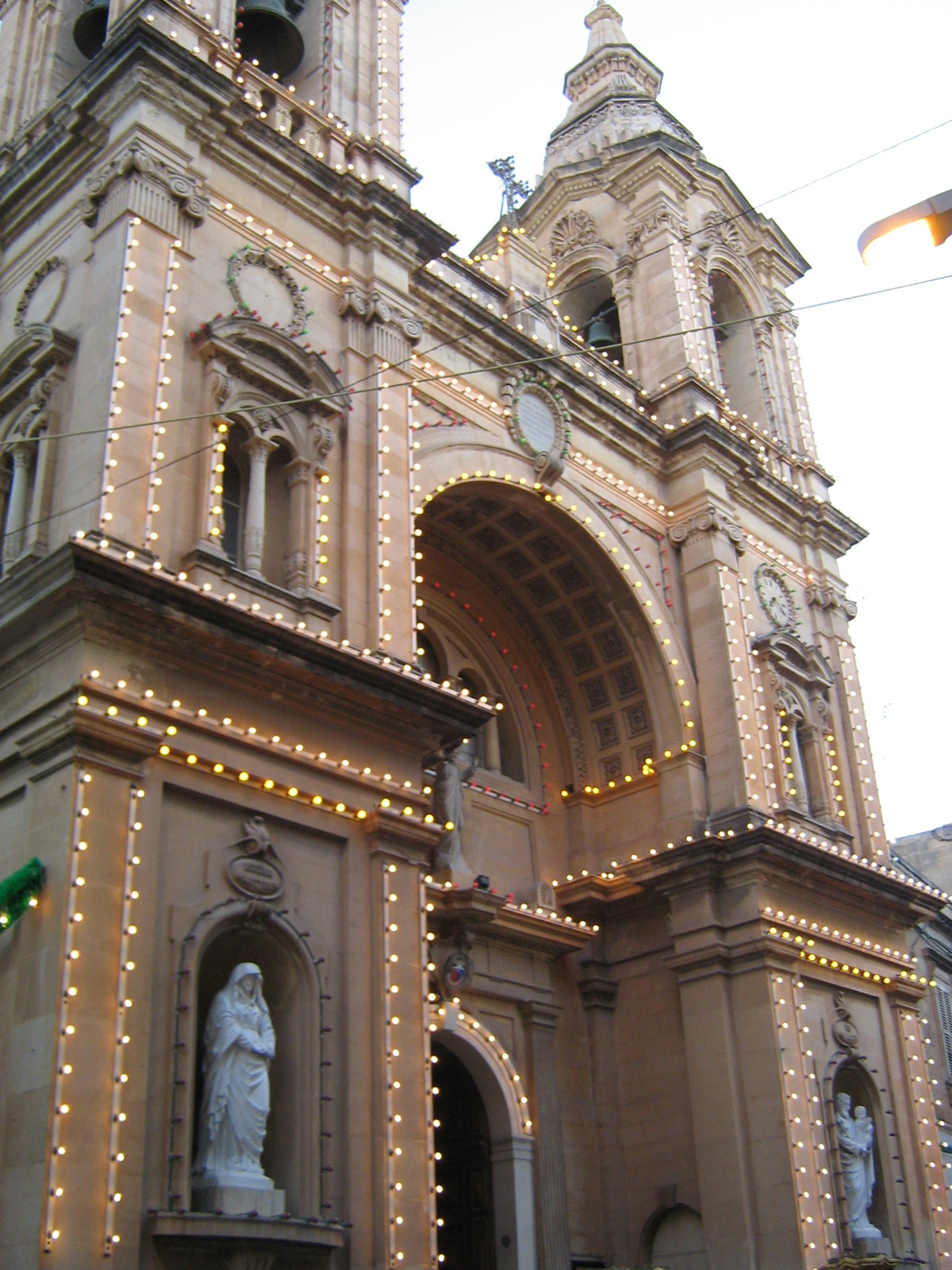
A Tenger Csillaga plébániatemplom

### Látnivalók
- Tigné erőd: a Lovagi erődök Málta kikötőiben néven javasolt világörökségi helyszín része
- A partmenti sétány, kilátással Vallettára és a Marsamxett-öbölre
- A Tenger Csillaga-plébániatemplom
- A Szent Szív-plébániatemplom
- Il-Fortizza
- Ġnien Indipendenza (Függetlenség Park)

## Kultúra
Band clubjai:
- Stella Maris Band Club
- Philarmonic Society Balluta Musical Society
- San Girgor Musica Society
- Sacro Cuor Band Club

## Sport
Két rekord-bajnok klubjával Sliema vezető szerepet játszik a két fő hazai sportban.
Sportegyesületei:
- Labdarúgás: Sliema Wanderers Football Club (1909): Málta rekord-bajnok labdarúgó-csapata, 26-szoros bajnok, 20-szoros kupagyőztes. Jelenleg is a Premier League tagja
- Vízilabda: Sliema Aquatic Sports Club: 30-szoros bajnok
Exiles Waterpolo Club

## Közlekedés
Közúton a szomszédos városokon át érhető el, a városon halad át a Vallettától az északi országrész felé tartó parti főútvonal. Az út Tigné-félszigeti részét (Bisazza Street) 2011-ben sétálóutcává alakították, a főútvonalat június 7-től egy szakaszon a majd egy évtizede tervezett alagútba vezetve.
Buszpályaudvaráról számos járat indul a sziget különböző részeire, Valletta felől is sok járat megáll itt. A helyi tanács ingyenes körjáratot is közlekedtet a városon belül. Nyáron közvetlen kompjárat köti össze Gozóval.

## Híres szülöttei és lakói
- Itt hunyt el Turgut reisz oszmán admirális (1485 k. - 1565)
- Peter Hitchens brit újságíró (*1951)
- Marc Storace, a svájci Krokus együttes frontembere (*1951)
- Itt élt és hunyt el Karmenu Psaila pap, Málta nemzeti költője (1871-1961)
- Itt hunyt el Ġorġ Borġ Olivier miniszterelnök (1911-1980)